# Диазониевые соли
Диазониевые соли (ароматические диазосоединения) — соединения общей формулы R—N+≡N • X−, где R, как правило, арил или гетарил, а X- — анион (Cl−, NO3−, ОН− и др.), например, хлорид бензолдиазония C6H5N+≡N Cl-.

## Синтез
Диазониевые соли обычно синтезируют диазотированием первичных ароматических аминов:
{\displaystyle {\mathsf {R{\text{-}}NH_{2}+2HCl+NaNO_{2}\rightarrow R{\text{-}}N\equiv N^{+}Cl^{-}+NaCl+2H_{2}O}}}
Диазониевые соли применяются для самых разнообразных синтезов, для получения азокрасителей, лекарственных веществ. Из-за неустойчивости солей диазония их синтез проводят при пониженной температуре, и обычно их не выделяют из реакционной среды.

## Химические свойства
Диазониевые соли химически очень активны. Наиболее важны их реакции, идущие с выделением азота. При нагревании растворов арилдиазония (как правило процесс ведут в 40-50 % растворе серной кислоты) диазогруппа замещается гидроксилом:
{\displaystyle {\mathsf {ArN\equiv N^{+}X^{-}+H_{2}O\rightarrow ArOH+N_{2}+HX}}}
Замещение диазогруппы на фтор происходит при нагревания сухого тетрафторбората арендиазония (реакция Шимана):
{\displaystyle {\mathsf {ArN\equiv N^{+}BF_{4}^{-}\rightarrow ArF+N_{2}+BF_{3}}}}
В водном растворе диазогруппу можно заменить на хлор, бром, нитро- и цианогруппу действием солей одновалентной меди в присутствии соответствующих кислот (реакция Зандмейера):
{\displaystyle {\mathsf {ArN\equiv N^{+}X^{-}+CuCl\rightarrow ArCl+N_{2}+CuX}}}
{\displaystyle {\mathsf {ArN\equiv N^{+}X^{-}+CuCN\rightarrow ArCN+N_{2}+CuX}}}
Замещение на иод и тиоцианат, идет по ионно-радикальному механизму даже в обычных условиях:
{\displaystyle {\mathsf {ArN\equiv N^{+}X^{-}+I^{-}\rightarrow ArI+N_{2}+X^{-}}}}
{\displaystyle {\mathsf {ArN\equiv N^{+}X^{-}+SCN^{-}\rightarrow ArSCN+N_{2}+X^{-}}}}
Без катализатора диазогруппа заменяется на азидную и сульфгидридную
В щелочной среде соли диазония присоединяют гидроксид-анион и далее образуют соли с металлами — диазотаты, которые более устойчивы, чем соли с анионами:
Цианиды и гидросульфиты диазония более устойчивы и могут даже плавиться без разложения.